# Schloss Mühlegg

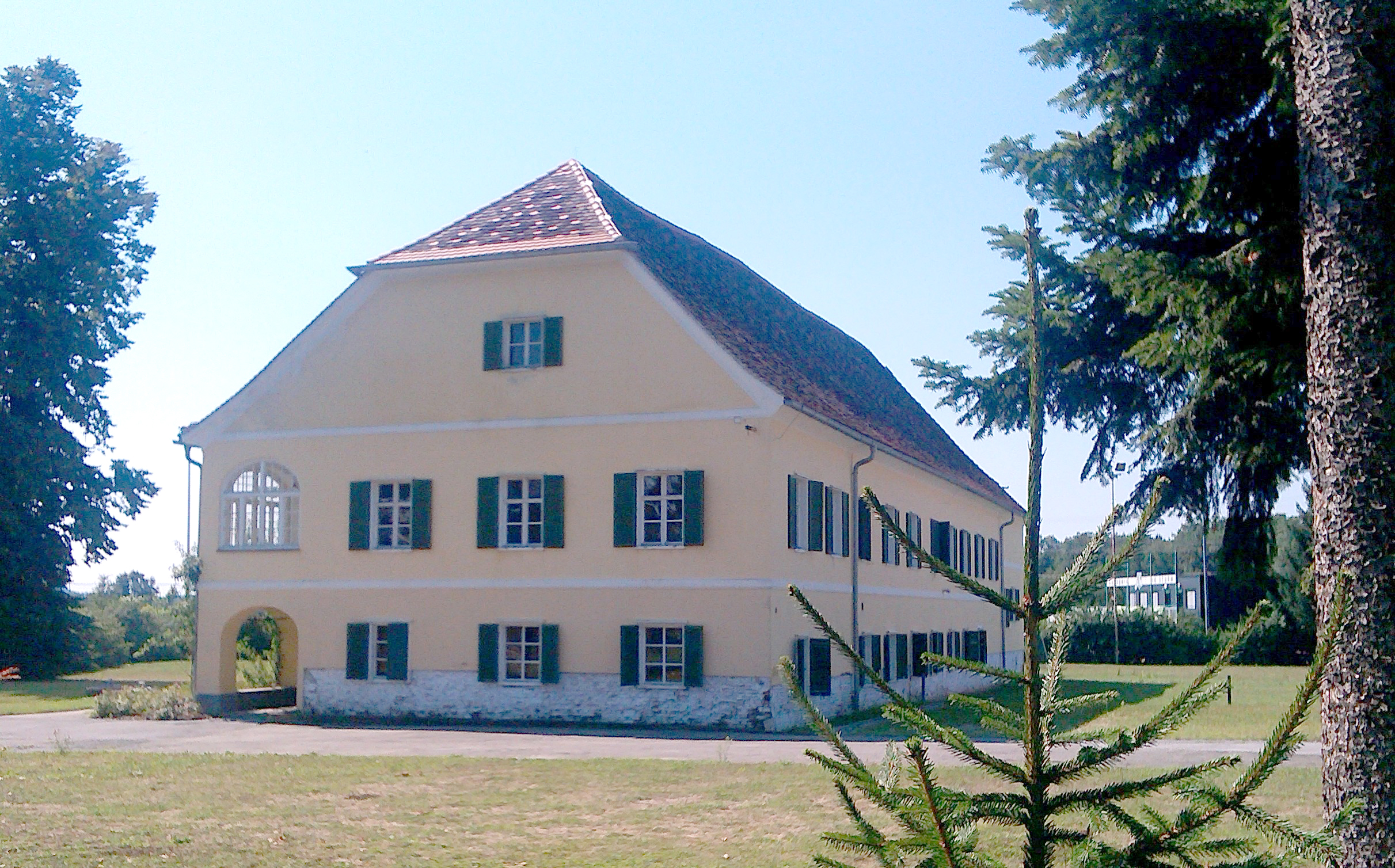
Das Schloss Mühlegg im August 2013

Schloss Mühlegg, auch Mühleck geschrieben, ist ein Schloss in der Marktgemeinde Gössendorf in der Steiermark. Seine Geschichte geht bis in die Mitte des 14. Jahrhunderts zurück. Der Astronom Johannes Kepler lebte für kurze Zeit in diesem Schloss. Seit 1974 wird es von der steirischen Handelskammer als Internat für Lehrlinge genutzt.

## Standort
Das Schloss steht etwa 8 Kilometer südlich von Graz in der Marktgemeinde Gössendorf im Auland der Mur. Es hat die Adresse Schloßweg 2 und 4.

## Geschichte

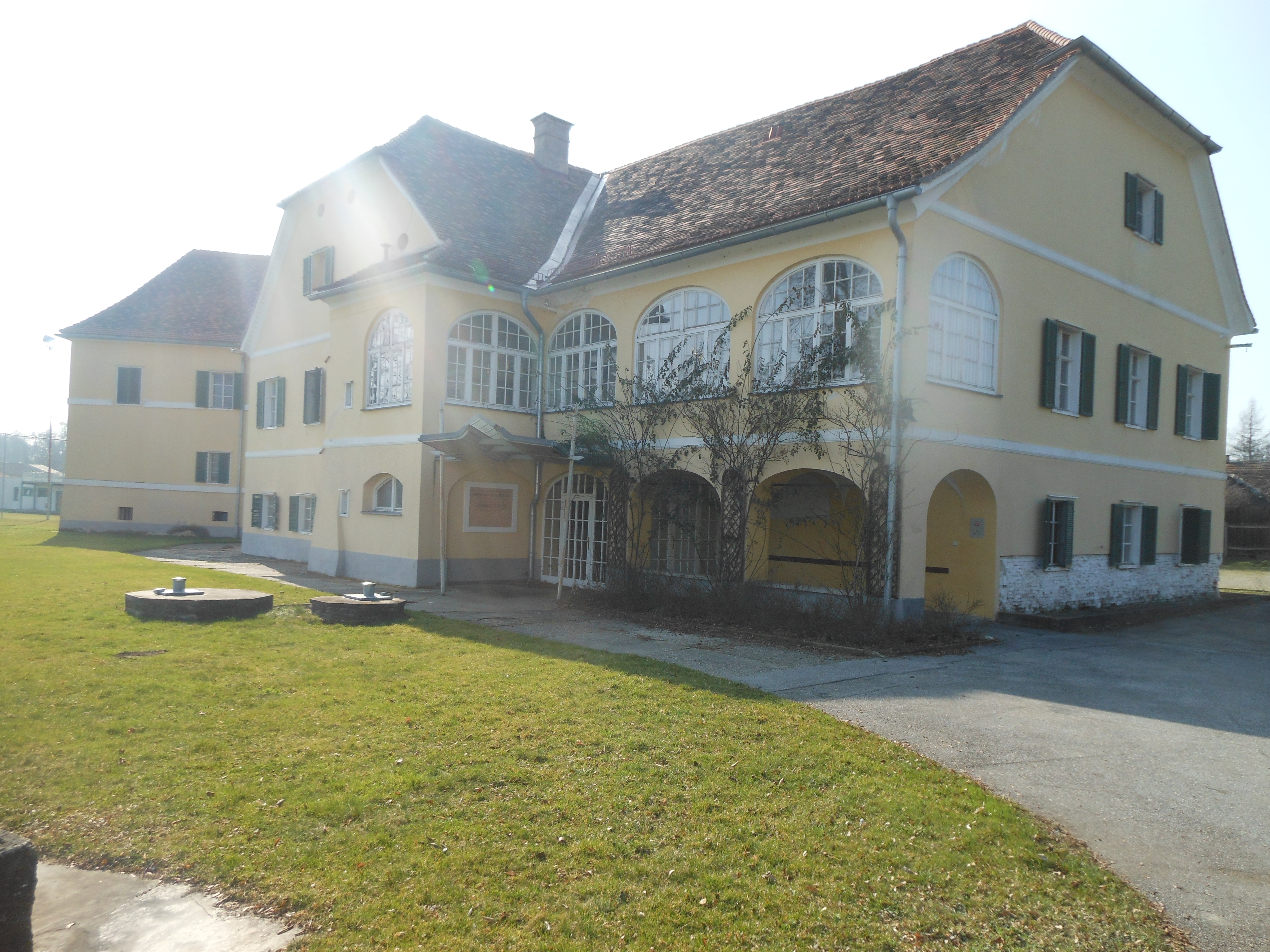
Blick von der Hofseite auf das Schloss

Am Standort des späteren Schlosses wurde erstmals 1355 eine Mühle erwähnt, welcher es auch seinen heutigen Namen verdankt. Bis 1575 gehörte der Hof dem Grazer Hubamt (Finanzbehörde) und kam in diesem Jahr in den Besitz des Müllers Jobst Müller. Der Astronom Johannes Kepler heiratete 1597 Müllers zweimal verwitwete Tochter Barbara. Müller ließ für Kepler einen astronomischen Turm errichten, welcher 1868 abgetragen wurde. Kepler lebte bis 1599 in dem Ansitz, musste dann aber aufgrund seines protestantischen Glaubens das Land verlassen. Michael Müller legte sich im Jahr 1603 den Namenszusatz „von und zu Mühleck“ zu. Später wurde er auch in den erblichen Ritterstand erhoben und das Gut von den üblichen Auflagen und Abgaben befreit.
Müllers Erben verkauften das Schloss 1642 an Weikhart Fettauer, den Besitzer der Burg Alt-Sturmberg. Dieser verkaufte es 1657 an Georg Andree von Schrampf. Schrampf wiederum gab es 1661 an den Freiherrn Johann Gabriel von Maschwander weiter. Hans Friedrich Graf Galler kaufte das Anwesen 1664, häufte aber in den darauffolgenden Jahren so hohe Schulden an, dass es nach dem Tode von Gräfin Anna Theresia Galler im Jahr 1733 beschlagnahmt und 1741 versteigert wurde. Bei der Versteigerung bekam Rudolf von Streitz den Zuschlag. Nach Streitz kam es zu häufigen Besitzerwechseln. Ab 1931 bis zu ihrer Enteignung im Jahr 1940 waren die Freiherren Berger-Waldenegg im Besitz von Mühlegg. Ihnen folgte bis 1959 Alfred Graf Doret nach. Nach 1959 beherbergte die Christliche Weltmission eine Filiale im Schlossgebäude. Die steirische Handelskammer nutzt das Schloss seit 1974 als Lehrlingsinternat, wofür es umgebaut und weitere Gebäude neu errichtet wurden.

## Beschreibung
Das aus dem 17. Jahrhundert stammende, wuchtige, zweigeschoßige Schlossgebäude hat einen hakenförmigen Grundriss. Die Fassaden sind schlicht gestaltet und mit mehreren Wappen und Gedenksteinen versehen. An der Hofseite des Obergeschoßes befindet sich ein zweigeschoßiger Pfeilerarkadengang mit Korbbogenarkaden, der teilweise vermauert und in jüngerer Zeit verglast wurde. 
Die Innenräume wurden großteils an die heutige Nutzung als Internat angepasst. Von der alten Innengestaltung sind bis heute die frühere Schlosskapelle sowie einige der Räume erhalten geblieben. Keplers astronomischer Turm wurde 1868 abgetragen und lässt sich heute nur mehr in der Konstruktion des Dachstuhls nachweisen.
Rund um das alte Schlossgebäude wurden mehrere Neubauten errichteten, um Raum für den Internatsbetrieb zu haben.